# Carlos Rosario
Carlos Rosario (30 gennaio 1994) è un calciatore portoricano, difensore del Bayamón.